# Świętość Kościoła
Świętość Kościoła – jedno ze znamion kościoła i jednocześnie jeden z artykułów wiary.
Przez Ofiarę, którą złożył Chrystus, przez Ducha Świętego i przez chrzest święty cały Kościół został uświęcony. Św. Paweł zwraca się do pierwszych wspólnot chrześcijańskich jako do "świętych" i "powołanych świętych". Kościół jest święty, gdyż jest chciany przez Boga, jego głową jest Jezus, a wszyscy wierni są z nim zjednoczeni. Ze względu na obecne pielgrzymowanie Kościół stał się święty przez Ducha Bożego, że go nieustannie wspiera świadectwo wiary oddanych mu heroicznie niektórych członków, a mimo to (z powodu grzeszności jego członków) potrzebuje on stale oczyszczenia.
Pewne grupy (np. donatyści) zbyt mocno podkreślały świętość Kościoła, interpretując ją jako wspólnotę ludzi bezgrzesznych.